# Catharose de Petri
Catharose de Petri (Pseudônimo de H. Huyser) nasceu em 1902 em Roterdã. Desde muito jovem ela estava consciente de ter uma importante missão espiritual em sua vida. Em 1930, aos 28 anos, entra em contato com o senhor J. van Rijckenborgh, do qual foi a mais importante colaboradora. Juntos, eles fundaram a Escola Espiritual da Rosacruz Áurea (Lectorium Rosicrucianum). Como parte desse trabalho eles escreveram diversos livros, em conjunto e individualmente. Em suas obras, o leitor encontrará muitos conselhos do ponto de vista espiritual para uma prática de vida cotidiana na senda.
A autora sempre aponta para o antigo método da total autonegação, mediante aquilo que os cátaros chamavam de endura, como condição indispensável para o caminho de desenvolvimento espiritual. Ela sempre afirmava: “auto-esquecimento no serviço ao próximo é o caminho mais seguro e alegre para Deus”. Esta também é a condição dos alunos da Rosacruz através do contínuo aprendizado da necessidade de ter um “coração puro”.

## Livros publicados em português

### De autoria de Catharose de Petri
- Transfiguração

- O selo da renovação

- Sete vozes falam

- Verbo vivente

### De autoria de J. van Rijckenborgh e Catharose de Peti
- A Gnosis Chinesa (comentários sobre os 33 primeiros aforismos do Tao Te King)

- A Fraternidade de Shamballa

- O caminho universal

- A Gnosis universal

- A grande revolução

- Reveille!